# シャーロック・ホームズの凱旋
『シャーロック・ホームズの凱旋』（シャーロック・ホームズのがいせん）は、森見登美彦による日本の長編小説。

## 概要
「ヴィクトリア朝京都」を舞台に、スランプに陥った名探偵シャーロック・ホームズが「非探偵小説的な冒険」を繰り広げる物語。アーサー・コナン・ドイルによるシャーロック・ホームズシリーズのパスティーシュ。
『小説BOC』（中央公論新社）3号 - 6号、8号、10号（2016年10月 - 2018年7月）に掲載された6編を全面改稿し、2024年1月22日に同社から単行本が刊行された。

## 制作背景
森見は、小学2年のころ親戚からもらったシャーロック・ホームズシリーズの本を読み、テレビドラマも台詞を暗唱するほどホームズが好きで、いつか彼が登場する物語を書きたいという思いを抱いていた。
2011年に連載を中断し帰郷するなどスランプに陥っていた森見は、本作を書くにあたって、あれこれと困っている自分をスランプ中のホームズとワトソンに投影して書き上げた感覚を持ち、現実の自分と作中のホームズが一体化していくような感覚に囚われたが、自身のスランプの状況を客観視し、それを読者に伝わる形で描くことに苦心したと語っている。
本作の舞台となる「ヴィクトリア朝京都」は完全な思いつきから生まれたもので、正典の舞台であるロンドンをリアルに描ける自信がなかった森見は、道の名前や場所の距離感まで把握している京都をベースに、登場人物たちの暮らしぶりをリアルに描ける都市を創り出した。
単行本の出版にあたっては、雑誌連載の内容をほぼイチから書き直し、その初稿をさらに半分ほど改稿するなど、多くの試行錯誤を重ねた末に連載開始から足掛け約7年かけて完成させている。

## あらすじ
プロローグ
ワトソンが書くホームズ譚を掲載した「ストランド・マガジン」は飛ぶように売れ、探偵事務所がある寺町通221Bの門前には依頼人たちが溢れ出すほど大盛況であった。しかし「赤毛連盟事件」での大失敗を機にホームズは底なしのスランプに陥る。原稿料をあてに借金して建てた診療所の経営を圧迫され、ワトソンの薔薇色の未来もまた、突然消失する。
第一章 ジェイムズ・モリアーティの彷徨
「赤毛連盟事件」の失敗からホームズは引きこもり状態にあり、ワトソンは彼を立ち直らせようと奮闘する。そんな中、ホームズの住む下宿の3階にモリアーティ教授が越してきて、ヴァイオリンの騒音を巡って言い争いになる。
モリアーティは教授職を辞して世俗を絶っていたことが判明し、家主のハドソン夫人はホームズを復帰させるためワトソンにモリアーティの調査を依頼する。ホームズは渋々モリアーティの奇妙な深夜徘徊を尾行することになる。
洛中を尾行中に酒場で落ちぶれたレストレード警部と再会し、ホームズが互いにスランプを語り合う間にモリアーティを見失い、ワトソンたちは仕方なく帰宅するが、そこにワトソンを尾行していた彼の妻・メアリが現れ夫婦喧嘩となる。
その時、ホームズが屋上から身を乗り出そうとするモリアーティを発見する。モリアーティもまた、スランプに苦しんでいたと吐露する。
第二章 アイリーン・アドラーの挑戦
11月初旬、ワトソンはスランプに陥ったホームズを救う助言を得ようと、ハドソン夫人に連れられ南禅寺界隈にある豪邸に住む霊媒・リッチボロウ夫人を訪ねる。彼女は水晶玉に現れた少女がスランプの原因だと示唆するが、心霊主義を嫌うホームズと口論になる。
元舞台女優アイリーン・アドラーが寺町通221Bの向かいに探偵事務所を開き、ホームズと名探偵の座をかけた対決が始まる。ホームズが沈黙を守る中、ワトソンはかつての未解決事件「マスグレーヴ家の令嬢失踪」に関するノートを寺町通221Bの屋上にある社から発見する。
ノートを携えて再びリッチボロウ夫人を訪ねると、アイリーンやメアリと鉢合わせする。夫人の霊視で水晶玉に「みなさんは騙されている」とメッセージを掲げるメアリの姿が浮かび、アイリーンはリッチボロウ夫人の仕掛けたトリックを見破る。
ワトソンはホームズが事件を隠していたことを責めるが、逆にホームズからはメアリが「アイリーンの事件簿」の出版を計画していると責められる。
第三章 レイチェル・マスグレーヴの失踪
12月初旬、ワトソンはホームズ失踪の知らせを受け、モリアーティと共に洛西にあるマスグレーヴ家の竹林を訪ねる。そこではホームズが隠遁生活を送り、領主レジナルドの依頼で〈東の東の間〉で開かれるリッチボロウ夫人の降霊会に参加することになる。
降霊会では少女の幻影や光る月、突風などの怪現象が起こり、混乱の中で謎が深まる。後日、アイリーンとメアリから12年前にレジナルドの妹・レイチェルが「竹取物語」の問答文を唱え失踪した経緯が明かされ、再び〈東の東の間〉で同様の現象が起き、リッチボロウ夫人が一時行方不明になる。
アイリーンの調査により、降霊会はレジナルドの策略で、彼がレイチェルを取り戻すためリッチボロウ夫人を生贄にしようとしていたとが判明する。また、竹林の管理人ウイリアムが、実は12年前のレイチェル失踪直後に入れ替わるように現れたレジナルドの曽祖父の弟であることが明かされる。
リッチボロウ夫人は逮捕されるが、その後失踪当時の姿そのままのレイチェルが生還し、館の人々は歓喜する。しかしホームズはモリアーティが姿を消したことに気づき、残された手紙から、彼がレイチェルと入れ替わるため〈東の東の間〉へ消えたことが判明する。
第四章 メアリ・モースタンの決意
モリアーティ教授の失踪を隠すため「湯治に出かけた」と偽られる中、彼の部屋から「京都に似た架空の街＝ロンドン」の模型が発見される。この出来事にひらめきを得たワトソンは、このロンドンを舞台にしたホームズ譚の執筆を始める。
探偵対決で勝利したアイリーンの祝賀会を経て、ホームズは探偵引退を表明する。アイリーンはそれに反発しメアリと決別、「事件簿」の連載を休止する。代わりにワトソンのロンドン版ホームズ譚が「ストランド・マガジン」に掲載され、予想外の人気を得る。
ホームズ譚はもてはやされるが、それは降霊会でモリアーティの霊がロンドンから現れたとの噂から心霊小説として支持された結果であった。リッチボロウ夫人の裁判当日、法廷に現れたホームズが突如モリアーティに変貌する怪現象が発生し、裁判所は大混乱となる。
ホームズが行方不明になる中、レイチェルが現れ、ハールストン館にホームズとモリアーティの幻影が入り乱れ、館の人々がパニックに陥っていると告げられる。ワトソンは、ホームズがモリアーティを連れ戻すため〈東の東の間〉へ向かったと知り、自らも後を追う。
第五章 シャーロック・ホームズの凱旋
小説『シャーロック・ホームズの凱旋』が書けず苦悩するワトソンは、ベーカー街221Bの爆破事件を知るが、ホームズは不在で無事だと知らされる。だがメアリを看取れなかった過去をハドソン夫人から責められ、心の重荷を抱えたまま家主のリッチボロウ夫人の降霊会を通じてメアリと対話する。
その後、やつれたホームズと再会したワトソンは、モリアーティ教授がロンドンの裏で暗躍し、リッチボロウ夫人らもその手先だと知らされる。2人は再び協力しようとするがモリアーティ教授の手下に追われ、ホームズは姿を消す。ワトソンはアイリーンに誘われ「黒の祭典」へ赴く。
劇場でモリアーティ教授がロンドンの支配を宣言し、ホームズの死を告げる。だがワトソンはモリアーティこそがホームズだと見抜き、対峙する。モリアーティは「この世界は創作であり、自分は作者の代理人だ」と告げ、物語の虚構性を暴露する。
世界が崩壊する中、ワトソンは物語を書く理由が「メアリとの記憶を繋ぐため」だったことを思い出す。滝壺へと落ちる刹那、モリアーティの中にホームズの姿を見出したワトソンは、「京都に帰ろう」と呼びかける。すると光が差し、目覚めたワトソンの傍にはホームズがいた。
エピローグ
極寒の〈東の東の間〉で目覚めたワトソンは、ホームズとモリアーティ教授と再会するが、彼らはロンドンでの記憶を失っていた。そしてハールストン館の外で夜通し待機していたアイリーンやメアリとも再会し、ワトソンはロンドンでの出来事を回想する。
リッチボロウ夫人の逃亡により洛中での心霊主義は衰退し、ホームズは「狸谷山不動院の事件」を解決して探偵業の再開を宣言する。モリアーティ教授はロンドンの街の模型を焼き払い、「月ロケット計画」を再始動させ〈東の東の間〉をその準備室とする。
ホームズたちはヴィクトリア女王から叙勲され、女王からひそかに呼ばれたワトソンは〈東の東の間〉にかつてロンドンが存在したことを明かされる。魔力によって街が創られていた可能性が示唆され、現実と幻想の境界はあいまいとなる。
大文字山でのピクニック中、ワトソンはメアリに街の真実を問うが、彼女は穏やかにそれを受け流す。ワトソンは女王に献上するため『シャーロック・ホームズの凱旋』を書き継ぎ、今後もホームズの物語を記録し続ける決意を固める。

## 登場人物

### 主要人物
シャーロック・ホームズ
洛中洛外にその名を轟かせた「名探偵」。「赤毛連盟事件」での失敗をきっかけにスランプに陥いり、寺町通221Bの2階に引きこもる。
ジョン・Ｈ・ワトソン
ホームズの相棒。下鴨本通に自宅兼診療所を構える医師。ホームズの冒険譚をストランド・マガジンで発表している。
メアリ・モースタン
ワトソンの妻。左京区と上京区を合わせてもならぶ者なき美人。「四人の署名」事件をきっかけにワトソンと結婚する。
スランプに陥ったホームズをトラブルを生み出す諸悪の根源と考え、名前ではなく「あの人」と呼ぶ。
ハドソン夫人
寺町通221Bの家主。ホームズも頭が上がらない婦人。
ジェイムズ・モリアーティ
百万遍の東、吉田山の麓にある大学の応用物理学研究所の元教授。
スランプに陥り教授を辞職し、寺町通221Bの3階（ワトソンの元下宿先）に引越し、引きこもる。
アイリーン・アドラー
南座の大劇場にも出演していた元舞台女優。メアリとは寄宿学校時代の友人。
昨年の秋に電撃引退し、寺町通221Bの通りの向かいに探偵事務所を設立する。
レストレード
京都警視庁の警部。スランプに陥る前のホームズに小馬鹿にされていた。
「赤毛連盟事件」をきっかけにスランプに陥り、事件が解決できなくなる。

### 第一章 ジェイムズ・モリアーティの彷徨
サーストン
医師。医師会でのワトソンの仲間。メアリにばれぬよう、ワトソンがホームズに会いに行くアリバイに名前を使われる。
ウォルター・カートライト
モリアーティの弟子。応用物理学研究所の研究員。金縁眼鏡。寺町通221Bに引きこもるモリアーティを心配する。
ウィンディゲート
木屋町のパブ「ベンボウ提督亭」の店主。商船の元船員。
ジェイベズ・ウィルソン
鮮やかな赤毛の質屋の商人。「赤毛連盟」の一員。1年前、寺町通221Bに相談に現れる。

### 第二章 アイリーン・アドラーの挑戦
リッチボロウ夫人
南禅寺界隈にある豪邸「ポンディシェリ・ロッジ」に住む霊媒。40歳ほど。
セント・サイモン卿
貴族。リッチボロウ夫人の花嫁失踪事件解決で心霊主義に傾倒し彼女のパトロンとなり、別邸「ポンディシェリ・ロッジ」を貸し与える。
ピーターズ
デイリー・クロニクルの記者。より多くの事件を解決したほうが「名探偵」の称号を得る対決をホームズとアドラーに持ち掛け、記事にする。
スタンフォード
ワトソンの医学生時代の友人。ワトソンにホームズを紹介した人物。リッチボロウ夫人を信仰し、「心霊医師」を自称するようになる。
レイチェル・マスグレーヴ
洛西の旧家・マスグレーヴ家の令嬢。12年前の初冬、14歳のときに領主館「ハールストン館」から失踪する。

### 第三章 レイチェル・マスグレーヴの失踪
レジナルド・マスグレーヴ
マスグレーヴ家の現領主。レイチェルの6歳年上の兄。
ホームズの大学時代の友人で、12年前にレイチェルの捜索を彼に依頼している。
ロバート・マスグレーヴ
マスグレーヴ家の先代領主。レイチェル、レジナルドの父。娘を捜索する当時駆け出しの探偵だったホームズを「素人探偵」と罵る。
鉄鋼業や化学工業に手を伸ばし大成功をおさめ、5年前「月ロケット計画」を発表するが、これという成果もあがらぬまま昨年の夏に世を去る。
ブラントン
マスグレーヴ家に先代から仕える執事。
ジョン
マスグレーヴ家の厩番見習いの少年。ワトソンたちをハールストンの竹林に結んだホームズの庵へ案内する。
ウィリアム
マスグレーヴ家にスカウトされた竹林管理の達人。20代くらいの青年。
萎れた蓮のような帽子に茶色の粗末な上着姿。竹のパイプで煙草をくゆらす。

### 第四章 メアリ・モースタンの決意
マクファーレン巡査
京都警視庁の巡査。調査に着手しないホームズに痺れを切らせ221Bに押しかけた依頼人たち「被害者の会」に解散するよう命じる。
ヴァイオレット・スミス
ストランド・マガジンのワトソン担当編集。

### 第五章 シャーロック・ホームズの凱旋
ハドソン夫人
ホームズの下宿先であるベーカー街221Bの家主。消息不明となったホームズの安否を気遣う。
メアリ・モースタン
ワトソンの妻。結婚後、診療所でホームズの冒険に呼び出されるワトソンを待ち続ける中、結核で肺を侵され半年前に他界する。
リッチボロウ夫人
ワトソンの下宿先であるブルームズベリーの家主。夫や妹が亡くなったのをきっかけに心霊主義に傾倒し、降霊会を主催する。
モリアーティ教授
リッチボロウ夫人の下宿を時折訪れる引退した大学教授。各界に隠然たる影響力を持つが、ひっそりとペルメル街の自宅で隠遁生活を送る。
カートライト
若い画家。ワトソンの下宿先での同居人。モリアーティ教授の人脈を頼りロンドンで出世の糸口を掴もうとする。
レイチェル
霊媒の少女。グレイト・オーモンド街の雑貨商の娘。リッチボロウ夫人の主催する降霊会で霊を呼び寄せる。

## 作中で言及、暗示されるシャーロック・ホームズシリーズの事件
- 赤毛連盟事件
- 四人の署名
  - 各種煙草の灰の識別について
  - 職業が手のかたちに及ぼす影響について
- 独身の貴族
- マスグレーヴ家の儀式
- 青い柘榴石
- くちびるのねじれた男
- 海軍条約文書事件
- ひとりきりの自転車乗り
- 緋色の研究
- ボヘミアの醜聞
- 銀星号事件
- 入院患者
- 第二の血痕
- 技師の親指
- 最後の事件

作中に登場する事件の名称や一部表現は深町眞理子訳のシャーロック・ホームズ・シリーズ（創元推理文庫）を参考としている。

## 受賞・候補歴
- 2025年 第47回日本シャーロック・ホームズ大賞受賞[13]

## 書誌情報
- 単行本：中央公論新社、2024年1月22日発売、ISBN 978-4-12-005734-2

| タイトル                              | 初出                                                                                                |
| ------------------------------------- | --------------------------------------------------------------------------------------------------- |
| 第一章 ジェイムズ・モリアーティの彷徨 | 『小説BOC』（中央公論新社） 3号 - 6号、8号、10号[2][3][4][5][6][7][注 4] （2016年10月 - 2018年7月） |
| 第二章 アイリーン・アドラーの挑戦     | 『小説BOC』（中央公論新社） 3号 - 6号、8号、10号[2][3][4][5][6][7][注 4] （2016年10月 - 2018年7月） |
| 第三章 レイチェル・マスグレーヴの失踪 | 『小説BOC』（中央公論新社） 3号 - 6号、8号、10号[2][3][4][5][6][7][注 4] （2016年10月 - 2018年7月） |
| 第四章 メアリ・モースタンの決意       | 『小説BOC』（中央公論新社） 3号 - 6号、8号、10号[2][3][4][5][6][7][注 4] （2016年10月 - 2018年7月） |
| 第五章 シャーロック・ホームズの凱旋   | 『小説BOC』（中央公論新社） 3号 - 6号、8号、10号[2][3][4][5][6][7][注 4] （2016年10月 - 2018年7月） |